# 阿里礼萨·卡里米
阿里礼萨·卡里米（波斯語：‎，1994年3月21日—），伊朗男子摔跤运动员，2015年世界摔跤锦标赛男子自由式86公斤级铜牌得主、2018年世界摔跤锦标赛男子自由式92公斤级铜牌得主、2018年亚洲运动会男子自由式97公斤级金牌得主、2019年世界摔跤锦标赛男子自由式92公斤级银牌得主。